# La Fuelhada
La Fuelhada (en francès La Feuillade) és un municipi francès situat al departament de la Dordonya i a la regió de la Nova Aquitània.

## Demografia
| 1962                                       | 1968 | 1975 | 1982 | 1990 | 1999 | 2007 |
| ------------------------------------------ | ---- | ---- | ---- | ---- | ---- | ---- |
| 277                                        | 328  | 417  | 519  | 568  | 710  | 756  |
| Des de 1962: població sense dobles comptes |      |      |      |      |      |      |

## Administració
| Període | Identitat    | Partit        |
| ------- | ------------ | ------------- |
| 1986-   | Serge Eymard | Divers gauche |